# Ретифило-Вануло (Салерно)
Ретифило-Вануло (итал. Rettifilo-Vannullo) је насеље у Италији у округу Салерно, региону Кампанија.
Према процени из 2011. у насељу је живело 1425 становника. Насеље се налази на надморској висини од 31 м.